# Висота
Висота — відстань від основи предмета до найвіддаленішої його точки вгорі по вертикальній лінії. Протяжність знизу вгору, вишина. Віддаль від земної поверхні по вертикалі вгору.
В науці висоту позначають латинською літерою h - га, аш (від фр. hauteur); їй відповідає координата z тривимірної декартової системи координат).
Висота (переносне значення) - ціль, авторитет, мета, мрії. "Ще залишилась невзята висота" (Св. Вакарчук "Квіти мінних "Квіти мінних зон"") Мрії часто з'являються у образі гори звідси і слово - висота.

## В математиці
В математиці, висота це один з трьох вимірів, два інші з яких це довжина та ширина.
Висота також може позначати висоту трикутника — перпендикуляр, опущений з вершини фігури на його основу.

## В гідрології
Відстань якоїсь точки, частини земної поверхні по вертикальній лінії від рівня моря.

## В геодезії
Замість використання рівня моря, геодезисти зазвичай віддають перевагу використанню референц-еліпсоїда, для початку відліку висоти.

## В біології
Виміряна висота істоти називається зростом.

## Див. Д.Р.К.також
- Висота над рівнем моря
- Довжина
- Ширина
- Висота трикутника

## іафдьв фі
1. 1 2  3-1.3 // Quantities and units—Part 3: Space and time — 1 — ISO, 2006. — 19 p.
2. ↑  3-1.3 // Quantities and units — Part 3: Space and time, Grandeurs et unités — Partie 3: Espace et temps — 2 — ISO, 2019. — 11 p.
3. ↑  3-1.a // Quantities and units—Part 3: Space and time — 1 — ISO, 2006. — 19 p.